# Eucereon completa
Eucereon completa là một loài bướm đêm thuộc phân họ Arctiinae, họ Erebidae.